# ディープ・ウェブ (映画)
『ディープ・ウェブ』(Deep Web)は2015年のドキュメンタリー映画。シルクロード、ビットコイン、ダークウェブの政治を取り巻く出来事を記録している。監督はアレックス・ウィンター。
ロス・ウルブリヒトの裁判をカバーした本作はWiredの記者アンディ・グリーンバーグや開発者のAmir Taakiのインタビューも特集しており、ビットコインのファンであるキアヌ・リーブスがナレーションを担当している。本作は2015年のサウス・バイ・サウスウェスト映画祭で封切られ、2015年5月31日にEpixネットワークで放映された。

## 関連リンク
- ダークネット・マーケット
- シルクロード (サイト)
- 『シルクロード.com -史上最大の闇サイト-』 - シルクロード事件を題材に製作された2021年公開の映画。